# Monodora tenuifolia
Monodora tenuifolia là loài thực vật có hoa thuộc họ Na. Loài này được Benth. mô tả khoa học đầu tiên năm 1861.

## Hình ảnh

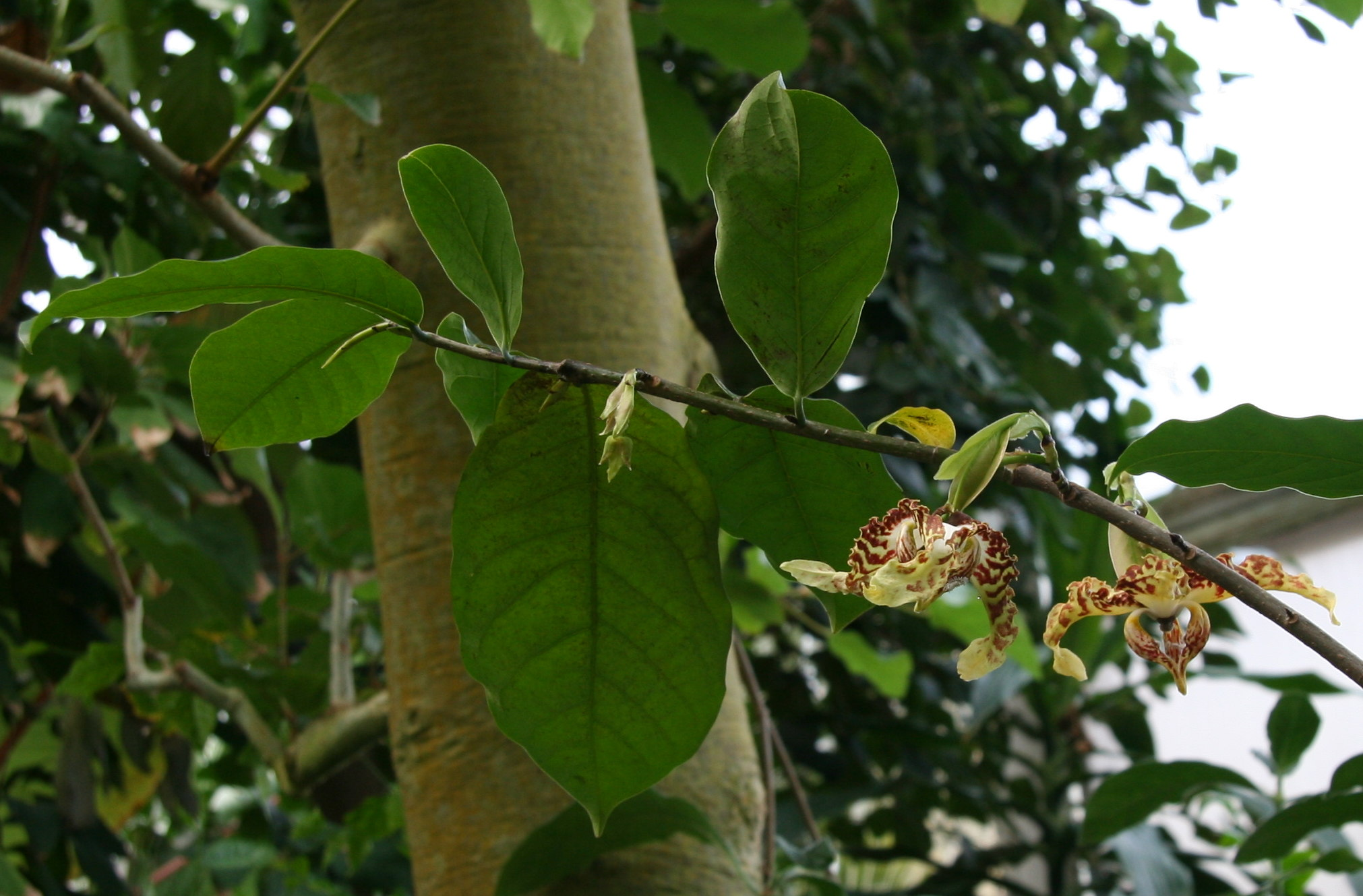
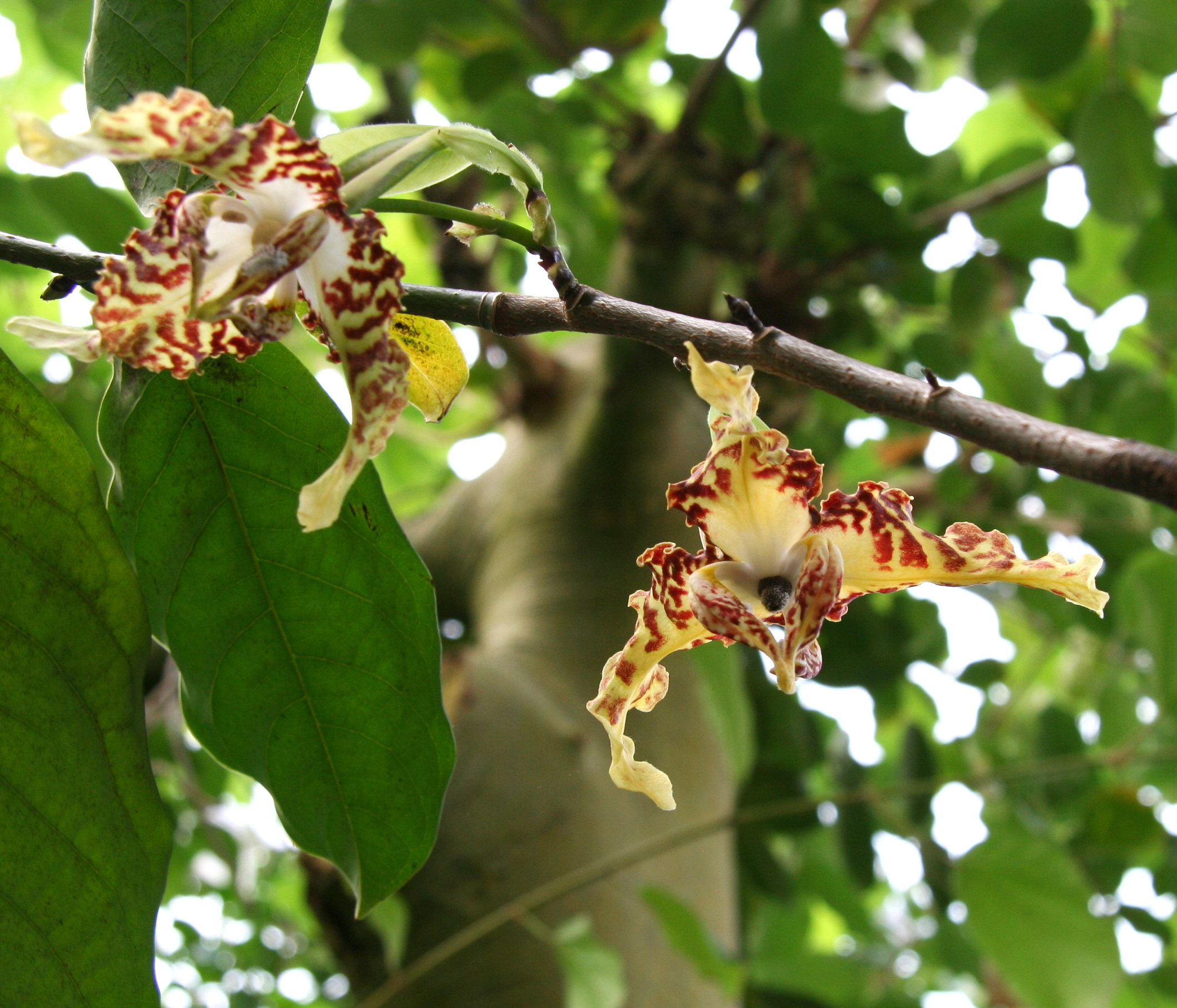